# Damga
Damga (bułg. Дамга, nazywany też Wazow wrych) – szczyt w paśmie górskim Riła, w Damgijskim grzbiecie górskim, w Bułgarii, o wysokość 2669 m n.p.m. W zachodniej części szczytu znajduje się cyrk lodowcowy Urdinija, gdzie zbocza są skaliste i strome. Przez Damgę przechodzi szlak turystyczny prowadzący do Siedmiu Riłskich jezior. Około godziny stąd znajduje się schronisko turystyczne Iwan Wazow.